# Rezerwat przyrody Darzlubskie Buki
Rezerwat przyrody Darzlubskie Buki (często jako Darżlubskie Buki; kaszub. Darżlëbsczé Bùczi) – leśny rezerwat przyrody na obszarze leśno-bagiennym Puszczy Darżlubskiej, na terenie gminy wiejskiej Puck w województwie pomorskim (utworzony w 1960 r., o powierzchni 27,08 ha). Ochronie rezerwatu podlega głównie buczyna pomorska (buki i dęby).
Najbliższe miejscowości to Leśniewo, Mechowo i Darzlubie.